# بيج تشوا
بيج تشوا (بالصينية: 蔡琦慧؛ بالإنجليزية: Paige Chua) هي ممثلة سنغافورية، ولدت في 25 يونيو 1981 في سنغافورة.

## وصلات خارجية
- بيج تشوا على موقع IMDb (الإنجليزية)
- بيج تشوا على موقع قاعدة بيانات الفيلم (الإنجليزية)